# مصطفى الوزاري
مصطفى الوزاري هو عداء بارالمبي مغربي متخصص في سباقات المسافات المتوسطة والطويلة ضمن الفئة تي 11.
في الألعاب البارالمبية الصيفية 2004 شارك الوزاري في سباق 800 متر لفئة تي 12، كما حاز على الميدالية البرونزية لسباق 5000 متر ضمن فئة تي 11، وظفر بالميدالية الذهبية لسباق 1500 متر ضمن نفس الفئة.

## سجل المشاركات
| الدورة الأولمبية | الفئة | المسابقة | المجموعات | المجموعات | نصف النهائي | نصف النهائي | النهائي  | النهائي  |
| الدورة الأولمبية | الفئة | المسابقة | النتيجة   | الترتيب   | النتيجة     | الترتيب     | النتيجة  | الترتيب  |
| ---------------- | ----- | -------- | --------- | --------- | ----------- | ----------- | -------- | -------- |
| 2004             | تي 11 | 800 متر  | 2:01.84   | 6         | لم يتأهل    | لم يتأهل    | لم يتأهل | لم يتأهل |
| 2004             | تي 12 | 1500 متر | —         | —         | —           | —           | 4:08.58  | الأول    |
| 2004             | تي 12 | 5000 متر | —         | —         | —           | —           | 15:33.42 | الثاني   |

## أنظر أيضا
ّّ* المغرب في الألعاب البارالمبية الصيفية 2004